# Franciszek Michał Chrzanowski
Franciszek Michał Chrzanowski herbu Nowina (zm. przed lipcem 1746 roku) – podstarości brzeskolitewski w latach 1720–1745, łowczy brzeskolitewski w latach 1698–1748.
Poseł powiatu brzeskolitewskiego na sejm z limity 1719/1720 roku.